# Kléber Fajardo
Kléber Fajardo   (Guayaquil, 4 de gener de 1965) és un exfutbolista equatorià de la dècada de 1990.
Fou 36 cops internacional amb la selecció de l'Equador.
Pel que fa a clubs, defensà els colors de Emelec durant la major part de la seva carrera.
Trajectòria com a entrenador:
- 2007: River Ecuador
- 2013: Deportivo Quevedo (assistent)
- 2014: Venecia
- 2015: Galácticos
- 2016: Liga de Portoviejo